# 黎文安
黎文安（1384年—1437年，国语字：Lê Văn An），清化省雷阳县（今寿春县）人。越南后黎朝官员，官至入内大司马参预朝政北道同都督总管亭侯，累赠司空、太傅，谥忠献，追封恪郡公。
黎文安在武臣中相对和气平易，对士大夫有礼。

## 生平
黎文安追随黎利参加蓝山起义。
1424年（明永乐二十一年）十二月，黎利在乂安退出军营诱使明军进攻，明军占领营地后，黎文安与黎察、黎礼、黎问、黎仁澍、黎银、黎战、黎宗乔、黎魁、黎杯发起反攻，大败明军。
1425年（明洪熙元年）七月，明军在布政江被击败后，黎文安与黎银、黎杯率领七十艘战船追击，占领新平、顺化。
九月，黎文安与黎银、黎杯、黎填、黎领、黎文灵、黎国兴围攻蔡福驻守的乂安。
1427年（明宣德二年）正月时，黎文安为少尉。攻破丘温后，黎文安与少尉黎篆领军十四卫屯北门。
四月时，黎文安为少保，获封总知国威、上中三带、广威军事，有先斩后闻之权。
七月，黎文安与黎理领兵三万，驰援马鞍山。各军击败了明军，杀死了左副总兵保定伯梁铭、兵部尚书李庆自杀（中国记载二人病死）。参将都督崔聚、工部尚书詹事黄福继续进攻，又被击败，两万余人被杀。
十月，黎文安与黎理领兵三万，四面包围明军，在昌江左岸立栅防守。黎文安与黎察、黎理、黎仁澍、黎问、黎魁攻破昌江，杀死五万余人，生擒崔聚、黄福。
1429年（顺天二年）五月三日，将九十三名功臣封爵，黎文安与黎只、黎列、黎免、黎礼、黎战、黎魁、黎顶、黎拙、黎磊、黎汝览、黎抄、黎俭、黎栗一起受封亭上侯。
1435年（绍平二年）二月时，黎文安为北道司马，二月三日，领兵讨伐谋反的谅山镇管领黄原懿，二月二十二日，黎文安回师，黄原懿、黄文萼、阮世宁、阮公廷仍统治其领地。黄原懿再次起兵后，黎文安率领御前铁突及北道兵讨伐，黄原懿等人逃亡中国。黎文安俘虏了四人的亲戚奴婢，黎太宗将其赐给群臣。
1437年（绍平四年）六月，入内大司马参预朝政北道同都督总管亭侯黎文安病逝，赠司空，谥忠献。
1484年（洪德十五年），黎圣宗赠黎文安太傅，追封恪郡公。
1. ↑  明史·卷一百五十 列传第三十八·李庆、明史·卷一百五十四 列传第四十五·梁铭
2. ↑  大越史记全书·黎皇朝纪·本纪卷之十·太祖高皇帝
3. ↑  大越史记全书·黎皇朝纪·本纪卷之十一·太宗文皇帝